# SDガンダム Power Formation Puzzle
『SDガンダム Power Formation Puzzle』は1996年1月26日にバンダイから発売されたスーパーファミコン用ゲームソフトで、「SDガンダム」を題材にした落ち物パズルゲームである。

## 概要
対戦型の落ち物パズルゲーム。上から落ちてくる数種類のブロックを重ねてMSを生産し、フィールド上の戦艦に攻撃して相手のHPを減らしていくパズルゲーム。「ストーリーモード」、「対戦モード」、「タイムアタック」の3種類から遊び方を選ぶことができる。

## 登場作品
- 機動戦士ガンダム
- 機動戦士Ζガンダム
- 機動戦士ガンダムΖΖ
- 機動戦士ガンダム 逆襲のシャア
- 機動戦士ガンダムF91
- 機動戦士Vガンダム
- 機動武闘伝Gガンダム
- 新機動戦記ガンダムW